# Château de Vaux-sur-Aine
Le château de Vaux-sur-Aine est situé sur la commune d'Azé en Saône-et-Loire, à flanc de pente.

## Description
Précédé à l'est d'une cour ouverte, à l'angle de laquelle se dresse une tour circulaire, le château consiste en un logis de plan rectangulaire flanqué sur sa façade orientale d'une tour d'escalier carrée hors œuvre et, sur trois de ses angles, de trois autres tours carrées de dimensions diverses. Au rez-de-chaussée, une baie est surmontée d'un arc en accolade. La porte d'accès à la tour d'escalier, qui semble avoir été remaniée au XIXe siècle, est en plein cintre et flanquée de pilastres cannelés d'ordre toscan portant un entablement décoré de triglyphes et de gouttes. À l'ouest, une terrasse règne tout le long de la façade, entre les deux tours : elle est desservie par un degré droit.
La chapelle était située au nord.
Le château est une propriété privée et ne se visite pas.

## Historique
- première moitié du XVIe siècle : Jean de Verrey est seigneur du lieu ; ayant organisé un complot contre Charles Quint, il sera abandonné par ses partisans et mourra dans le Charolais
- 1560 et 1561 : Gilbert Regnaud, juge de Cluny, acquiert une maison noble, de deux propriétaires différents
- 1583 : l'acquisition précédente est mentionnée dans un dénombrement
- vers 1600 : calvinistes convaincus, les Regnaud se retirent en Bresse après avoir vendu le bien à Vincent Bernard, capitaine de Mâcon
- 1679 : Jean-Christophe Bernard, conseiller-maître en la Chambre des comptes de Dijon, fonde une chapelle dans son château
- XVIIIe siècle : la propriété passe entre les mains de la famille Patisser de la Forestille, puis de la famille de Murard
- début XXe siècle : M. Testot-Ferry, descendant direct du général Baron Claude Testot-Ferry et fils de l'archéologue Henry Testot-Ferry, achète le domaine à la famille Murard
- époque contemporaine : propriété de M. Joseph Chervet